# Landhandel
Il Landhandel (letteralmente "affare del paese") fu un conflitto politico interno al Canton Appenzello Esterno iniziato nel 1731 in cui si scontrarono diverse concezioni del ruolo dello Stato e delle autorità e presero corpo varie rivalità tra famiglie e tra comuni del cantone.

## Storia
Nell'Appenzello Esterno, conflitti sui dazi con San Gallo nel 1731 fecero riaffiorare i dissidi latenti che dalla firma del trattato di Rorschach del 1714 opponevano la fazione dei "moderati" (Linden), guidati dalla famiglia Zellweger di Trogen, a quella dei "duri" (Harten), capeggiati dai Wetter di Herisau.  La Landsgemeinde straordinaria del 20 novembre 1732, convocata in seguito a un'azione di forza, destituì i "moderati", che detenevano la maggioranza in governo, dalle loro cariche. Una guerra civile fu in seguito scongiurata solo per poco.
Nel Landhandel si intrecciarono in una miscela esplosiva questioni di principio per una democrazia fondata sulla Landsgemeinde ― ad esempio l'obbligo di fornire informazioni da parte delle autorità e loro competenze, e il diritto di critica e di opposizione ― un latente disagio nei confronti del governo autoritario e rivalità tra famiglie e comuni.  Sul piano formale, la crisi si concluse nel 1735 con una procedura penale contro i "moderati", ma nell'ambito della politica interna ebbe ripercussioni fino al XIX secolo inoltrato.
Il grave conflitto portò all'allontanamento dal governo di alcune personalità, a un rafforzamento della posizione dell'Hinterland e ad azioni punitive contro gli sconfitti. Tuttavia, non venne modificato il carattere ambiguo del regime, oligarchico nonostante la presenza di alcuni elementi propri della democrazia.